# Alfons Alzamora
Alfons Alzamora Ametller (ur. 20 maja 1979 w Palma de Mallorca) – hiszpański profesjonalny koszykarz, obecnie zawodnik Bàsquetu Manresa. Wychowanek FC Barcelony. Gra na pozycji środkowego.

## Kluby
- 1996-99  FC Barcelona (juniorskie zespoły)
- 1999-00  Caprabo Lleida
- 2001-03  FC Barcelona
- 2003-04  DKV Joventut
- 2004-06  Leche Río Breogán
- 2006-07  Vive Menorca
- 2007-08  Bàsquet Manresa